# دوري الدرجة الأولى الروماني 1971–72
دوري الدرجة الأولى الروماني 1971–72 (بالرومانية: Divizia A 1971-1972)‏ هو الموسم 54 من  دوري الدرجة الأولى الروماني. أقيم خلال الفترة 21 أغسطس 1971 وحتى 26 يونيو 1972، وأشرف على تنظيمه اتحاد رومانيا لكرة القدم، وكان عدد الأندية المشاركة فيه  16، وفاز فيه أرغيس بيتيشت ‏ بعد أن لعب 30 مباراة وفاز بـ 19 منها.

## نتائج الموسم
| المركز | فريق          | لعب | ف  | ت | خ | له | عليه | ف.أ | نقاط | ملاحظة |
| ------ | ------------- | --- | -- | - | - | -- | ---- | --- | ---- | ------ |
| 1      | أرغيس بيتيشت ‏ | 30  | 19 | 3 | 8 | 51 | 35   | +16 |      |        |